# LaserWriter

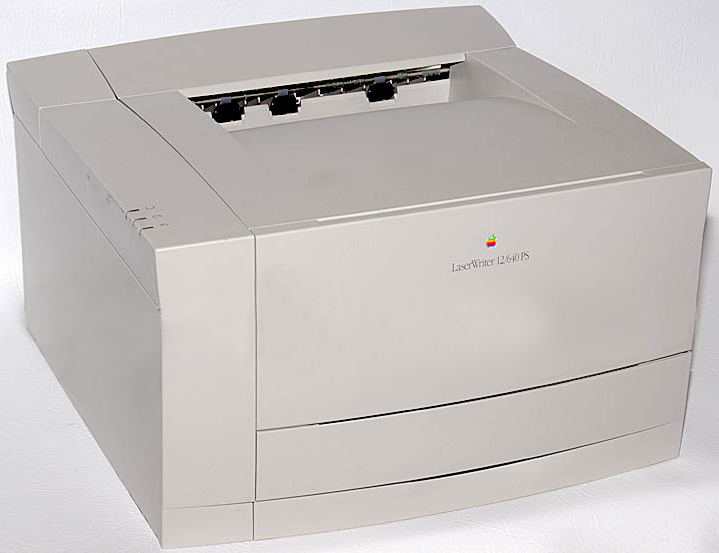
Une imprimante LaserWriter 12/640 PS.

La LaserWriter est une imprimante laser équipée d'un interpréteur PostScript lancée par Apple en 1985. Elle est l'une des premières imprimantes laser disponibles pour le grand public. Elle fut l'un des éléments clés du début de la publication assistée par ordinateur.